# All Night Long 3: The Final Chapter
All Night Long 3: The Final Chapter – japoński horror z 1996 roku, kontynuacja All Night Long. Twórcą filmu jest Katsuya Matsumura, odpowiedzialny także za pozostałe części. Pomimo tytułu nie jest to ostatni obraz z serii. W 2002 roku została wydana 4 część.

## Fabuła
Głównym bohaterem filmu jest Kikuo Sawada, pracownik hotelu. W wolnym czasie oddaje się nietypowym zajęciom, takim jak grzebanie w śmieciach. Gromadzi z nich coraz więcej informacji o kobiecie o imieniu Hitomi. Pewnej nocy kilku pracowników hotelu zjawia się u niej w domu. Przerażona Hitomi jest świadkiem upokarzania przez nich swojego chłopaka. Wszystko to kończy się wraz z przybyciem Kikuo.